# جون إتش. بيلي
جون إتش. بيلي هو سياسي أمريكي، ولد في 22 سبتمبر 1864 في Sussex, Virginia ‏ في الولايات المتحدة، وتوفي في 27 أغسطس 1940 في أوستن في الولايات المتحدة. انتخب عضو مجلس ولاية تكساس ‏ وانتخب عضو مجلس نواب تكساس ‏.